# Scorpaenopsis macrochir
Scorpaenopsis macrochir, (pez escorpión de colores vivos) es una especie de pez escorpión del Océano Pacífico. Ocasionalmente se lo observa en acuarios. Alcanza unos 13 cm de largo.

## Descripción
A menudo se lo confunde con su pariente el Scorpaena diabolus (pez escorpión demonio). Sin embargo, el escorpión de colores vivos solo alcanza los 13 cm de largo. Al igual que otros Scorpaenifomes, tiene espinas dorsales venenosas. A pesar de ser venenosas, nunca utiliza estas espinas para atacar otros organismos, cumpliendo solo un carácter defensivo. Tal como lo indica su nombre común, las zonas internas de sus aletas pectorales son de color naranja y amarillo brillante para ahuyentar y confundir a sus atacantes. Estos colores brillantes sirven también de advertencia sobre las características venenosas del pez.

## Distribución y hábitat
Es nativo de las aguas en la zona oeste y noroeste de Australia, las Molucas y las Filipinas hasta las Marquesas e Islas de la Sociedad, por el norte hasta las Islas Ryukyu, por el sur hasta Rowley Shoals, y Tonga; las islas Marianas y Caroline en Micronesia. S. macrochir se encuentra por lo general en substratos blandos, en los cuales a veces se entierra, o se camufla entre residuos marinos donde permanece quieto al acecho de su presa. 